# Hannah Ehrlichmann
Hannah Ehrlichmann (* 1988 in Weimar, DDR) ist eine deutsche Theater- und Filmschauspielerin.

## Karriere
Nach ihrem Abitur arbeitete Ehrlichmann an verschiedenen Theatern als Regieassistentin. Im Jahr 2012 begann sie ein Schauspielstudium an der Hochschule für Musik und Theater „Felix Mendelssohn Bartholdy“ in Leipzig, das sie 2016 abschloss. Während ihres Schauspielstudiums war sie für zwei Spielzeiten im Schauspielstudio am Schauspiel Leipzig tätig.
Ab 2016 war Hannah Ehrlichmann festes Ensemblemitglied am Mecklenburgischen Staatstheater in Schwerin. Ihr Debüt gab sie dort als Margarete in Faust. Zu sehen war sie unter anderem auch als Stella in Endstation Sehnsucht, als Titelrolle in Woyzeck sowie als Pelle in Pelle der Eroberer.
Seit 2015  ist Ehrlichmann auch vor der Kamera in Produktionen von ARD und ZDF zu erleben.
Hannah Ehrlichmann wurde durch Kritikerumfragen von Theater heute als beste Nachwuchstheaterkünstlerin des Jahres 2018 nominiert.

## Filmografie
- 2013: Kleine Hände im Großen Krieg (Small Hands In A Big War, Miniserie, 1 Folge)
- 2015: In aller Freundschaft – Die jungen Ärzte (Fernsehserie, 1 Folge)
- 2018: Kruso
- 2020: Sløborn (Fernsehserie, 6 Folgen)
- 2020: Ein starkes Team: Parkplatz bitte sauber halten (Fernsehreihe)
- 2020: Morden im Norden (Fernsehserie, 1 Folge)
- 2021: Distance
- 2021: Polizeiruf 110: An der Saale hellem Strande (Fernsehreihe)
- 2021: K.I. – Die letzte Erfindung
- 2021: Schneller als die Angst (TV-Thriller-Serie)
- 2022: Morden im Norden (Krimiserie)
- 2022: In einem Land, das es nicht mehr gibt
- 2022: Wolfsland: 20 Stunden (Fernsehreihe)
- 2023: SOKO Leipzig (Fernsehserie, Folge Schunkeltod)
- 2023: Friesland (Fernsehreihe, Folge Landfluchten)
- 2023: Notruf Hafenkante (Fernsehserie, Folge Blutrausch)
- 2024: Blackout bei Wellmanns
- 2024: Der Fall Marianne Voss
- 2024: Allein zwischen den Fronten
- 2024: Theresa Wolff – Lost
- 2024: Tödliche Schatten
- 2025: Rote Sterne überm Feld

## Theater
- Bunbury − O.Wilde, Regie: Martin Nimz, Rolle: Cecily Cardew
- Woyzeck − G.Büchner, Regie: Alice Buddeberg, Rolle: Franz Woyzeck
- Pelle der Eroberer − M.A.Nexø, Regie: Martin Nimz, Rolle: Pelle
- Antigone − Regie: Florian Hein, Rolle: Ismene
- Ein Sommernachtstraum − W. Shakespeare, Regie: Jan Gehler, Rolle: Helena
- Endstation Sehnsucht − T. Williams, Regie: Martin Nimz, Rolle: Stella Kowalski
- Vor Dem Fest − nach dem Roman von Saša Stanišić, Regie: Martin Nimz
- Liliom − F. Molnar, Regie: Alice Buddeberg, Rolle: Marie
- Die Ratten − G.Hauptmann, Rolle: Walburga, Regie: Steffi Kühnert
- Faust − Goethe, Regie: Martin Nimz, Rolle: Gretchen